# (145480) 2005 TB190
2005 تي بي 190 (ويعرف أيضًا باسم (145480) 2005 تي بي 190 وفق تسمية الكوكب الصغير) (بالإنجليزية: 2005 TB190)‏ هو كويكب ضمن حزام الكويكبات؛ وترتيبه 145480 من حيث الاكتشاف.
اكتُشف هذا الجُرم الفلكي بواسطة أندرو سي. بيكر في 11 أكتوبر 2005.

## وصلات خارجية
- (145480) 2005 TB190 في قاعدة بيانات مختبر الدفع النفاث لأجرام النظام الشمسي الصغيرة

- الاكتشاف · مخطط المدار ·  العناصر المدارية · المعلمات المادية

- (145480) 2005 TB190 على موقع ويكي سكاي: DSS2, SDSS, GALEX, IRAS, Hydrogen α, X-Ray, Astrophoto, Sky Map, Articles and images